# Vansta, Uppsala kommun
Vansta är en mindre by i Tensta socken, Uppsala kommun, mellersta Uppland.
Vansta ligger längs Länsväg C 701 mellan Vikstaby och Brogård. Byn domineras av lantbruksbebyggelse.
Länsväg C 766 leder västerut mot Björklinge.